# Plast podatkovne povezave
Plast podatkovne povezave je 2. plast referenčnega OSI modela, ki služi za prenos okvirjev med dvema točkama. Poleg prenosa podatkov je osnovna naloga plasti podatkovne povezave odkrivanje napak  (s pomočjo paritetnih bitov, in algoritmom CRC) pri prenosu po prenosnem mediju. Plast podatkovne povezave je vmesnik med omrežnim in fizičnim slojem.

## Protokoli plasti podatkovne povezave
- PPP
- HDLC
- ATM
- ADCCP
- Token Ring